# Bloomsday
Bloomsday er årsdagen for den dag, James Joyces roman Ulysses foregår, nemlig 16. juni 1904. Dagen fejres hvert år verden over af Joyce-fans, om end festlighederne er størst i Dublin, hvor romanen foregår. Dagen er opkaldt efter hovedpersonen i Ulysses, Leopold Bloom, og blev første gang festligholdt den 16. juni 1954. 100-årsdagen i 2004 blev fejret med en fem måneder lang festival ReJoyce Dublin 2004. James Joyces stigende popularitet bevirker en voksende opbakning til festligholdelsen af Bloomsday, ikke blot i Joyces hjemland Irland, men overalt hvor Ulysses læses. 